# Савченко, Павел Григорьевич
Павел Григорьевич Савченко (укр. Павло́ Григо́рович Са́вченко; (16 июля 1887, Полтавская губерния — 1920, Ромны) — украинский поэт-символист.

## Биография
Брат поэта Якова Савченко. Окончил Полтавскую учительскую семинарию. В 1908—1914 и 1918—1919 годах учительствовал на Харьковщине, Херсонщине.
Сотрудник «Литературно-критического альманаха» (1918).
Расстрелян деникинцами в Ромнах в 1920 году.

## Творчество
С 1909 начал публиковать свои стихи в разных периодических изданиях. Находясь сначала под влиянием народнической поэтики, позже, как символист, был сторонником «чистого искусства».
Автор поэтического сборника «Мой смех, моя задумчивость. Эпилоги» (Мій сміх, моя задума. Епілоги, 1913). Большая часть его стихотворений была опубликована посмертно (Червоний вітер. Поезії, 1991).